# Longuenoë
Longuenoë là một xã thuộc tỉnh Orne trong vùng Normandie tây bắc nước Pháp. Xã này nằm ở khu vực có độ cao trung bình 255 255 mét trên mực nước biển.

## Giáp ranh
- Saint-Didier-sous-Écouves về phía bắc
- Livaie về phía tây
- La Roche-Mabile về phía nam
- Saint-Ellier-les-Bois về phía đông

## Biến động dân số
| Năm                                         | dân số |
| 1821                                        | 345    |
| 1962                                        | 115    |
| 1968                                        | 87     |
| 1975                                        | 85     |
| 1982                                        | 93     |
| 1990                                        | 85     |
| 1999                                        | 110    |
| sans doubles comptes in 1962. Nguồn: INSEE. |        |